# Христо Андонов (Требища)
Христо Николов Андонов е български революционер, деец на Вътрешната македоно-одринска революционна организация.

## Биография
Христо Андонов е роден през 1884 година в дебърското село Требища, тогава в Османската империя, днес в Албания. Присъединява се към ВМОРО през 1900 година, в 1903 година участва в Илинденско-Преображенското въстание, действа с четите на братята Тасе Христов и Дойчин Христов, участва в битките при селата Ташмарунища и Велмей, след това действа в Дебърца. В 1923 година от Албания се мести в Кралството на сърби, хървати и словенци и се установява в Лешани, Дебърца.